# Betatun

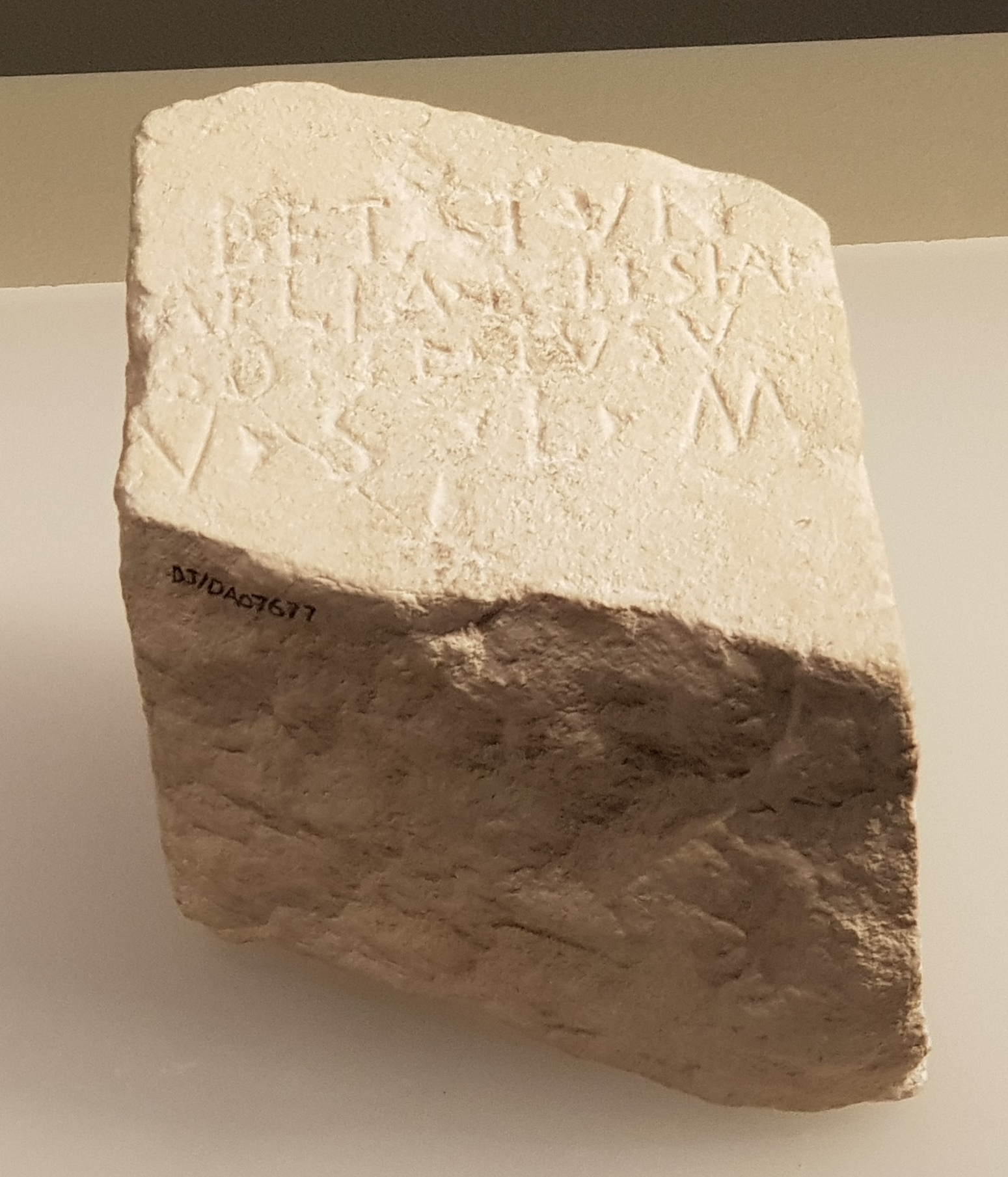
Inscripción dedicada a Betatun, Santuario de Atalayuelas, Fuerte del Rey, Jaén. Siglo I a. C.

Betatun («BETATVN») es el teónimo de una divinidad indígena de la península ibérica; fue la primera deidad ibérica en ser identificada con seguridad por los epigrafistas.

## Registros
Los hasta ahora únicos restos epigráficos que mencionan a la divinidad fueron encontrados en un yacimiento de la época romana en la localidad jiennense de Fuerte del Rey y publicados en 2007. Relacionada posiblemente con la curación, se desconoce si era una divinidad masculina o femenina. Algunos autores consideran que la inscripción incluye un nombre personal íbero, Belesiar.